# カワイスチール
株式会社カワイスチール（英: Kawai Steel Co., Ltd.）は、東京都中央区に本社を置く特殊鋼卸売業者である。

## 沿革
- 1871年 - 井阪屋創業
- 1906年 - 河合洋鋼店に屋号変更
- 1910年 - 河合鋼商店に屋号変更
- 1938年 - 株式会社河合佐兵衛商店に法人改組
- 1944年 - 河合特殊鋼株式会社に商号変更
- 1946年 - 河合鋼鐵株式会社に商号変更。
- 1989年 - 株式会社カワイスチールに商号変更

## グループ企業
- 株式会社カワイスチールホールディング
- 株式会社ユーメリアファクトリーパーク
- メカニカルセンター株式会社